# Окада, Ёсико
Ёсико Окада (яп. 岡田 嘉子 Окада Ёсико, 21 апреля 1902, Хиросима, Японская империя — 10 февраля 1992, Москва, Россия) — японская актриса, популярная на родине в период, предшествовавший Второй мировой войне. На вершине славы снималась у Ясудзиро Одзу. С 1950-х годов — советский кинорежиссёр и актриса, театральный деятель, диктор.

## Биография
Начала на театральной сцене, затем стала сниматься в кино с 1923 года на студии «Никкацу», где среди прочего сыграла в нескольких ранних работах выдающегося кинорежиссёра Кэндзи Мидзогути. После того, как в 1927 году молодая актриса разругается с одним из влиятельных режиссёров «Никкацу» Минору Муратой, ей придётся покинуть студию. Длительное время была без работы, но в 1932 году Окада трудоустроилась на студию «Камата» кинокомпании «Сётику», где стала одной из популярных звёзд, снимаясь у таких мэтров режиссуры, как Ясудзиро Одзу, Микио Нарусэ, Тэйноскэ Кинугаса, Хироси Симидзу, Ясудзиро Симадзу и Хэйноскэ Госё.
Увлекаясь западным театром и разделяя коммунистические идеи, 3 января 1938 года вместе с мужем Рёкити Сугимото нелегально пересекла японско-советскую границу на Сахалине, куда пара прибыла под предлогом новогоднего выступления для пограничников. На советской стороне перебежчики были схвачены и обвинены в шпионаже; стремление выступать на советской театральной сцене было использовано как улика для обвинения В. Мейерхольда (1874—1940) в связи с иностранной разведкой. Рёкити вскоре был расстрелян (несмотря на просоветские взгляды, членство в КП Японии и деятельность переводчика произведений социалистической литературы с русского языка). По решению суда под председательством В. В. Ульриха Ёсико была осуждена на 10 лет лагерей.
Находясь в Вятлаге, дружила с Петром Буинцевым.
В 1953 году поступила на режиссёрское отделение в ГИТИС, работала в Театре им. Маяковского. Поставила фильм «10 тысяч мальчиков» (1961) по сценарию Агнии Барто, где сыграла одну из главных ролей. В поздние годы играла в японских кино- и телефильмах, а также в радиопостановках.
В 1973 ненадолго вернулась в Японию по приглашению губернатора Токио Рёкити Минобэ с прахом своего умершего мужа Синтаро Такигути, за которого вышла замуж в 1950.
Умерла в возрасте 89 лет в Москве, позже прах перевезён на родину, где она и захоронена.

## Фильмография
| Избранная фильмография | Избранная фильмография                                                | Избранная фильмография          | Избранная фильмография                 | Избранная фильмография        | Избранная фильмография                           | Избранная фильмография              | Избранная фильмография |
| Год                    | Русское название                                                      | Оригинальное название           | Транслитерация                         | Английское название           | Режиссёр                                         | Роль                                |                        |
| ---------------------- | --------------------------------------------------------------------- | ------------------------------- | -------------------------------------- | ----------------------------- | ------------------------------------------------ | ----------------------------------- | ---------------------- |
| 1920-е годы            |                                                                       |                                 |                                        |                               |                                                  |                                     |                        |
| 1923                   | «Танец смерти»                                                        | 髑髏の舞                        | Докуро-но маи                          | Skull Dance                   | Эйдзо Танака                                     | Окину                               |                        |
| 1925                   | «Городской маг»                                                       | 街の手品師                      |                                        |                               | Минору Мурата                                    |                                     |                        |
| 1925                   | «Земля смеётся»                                                       | 大地は微笑む                    | Дайти ва хохоэму                       | The Earth Smiles              | Кэндзи Мидзогути, Кэнсаку Судзуки, Осаму Вакаяма | Ри Сурэн                            |                        |
| 1925                   | «Плач белой лилии»                                                    | 白百合は歎く                    | Сираюри ва нагэку                      | The White Lily’s Lament       | Кэндзи Мидзогути                                 | Оёси                                |                        |
| 1925                   | «Уличные сценки» (к/м)                                                | 小品映画集《街のスケッチ》      | Гайдзэ-но сукэтти                      | Street Scenes                 | Кэндзи Мидзогути                                 | танцовщица                          |                        |
| 1925                   | «Человек»                                                             | 人間 前後篇                     | Нингэн                                 | The Man                       | Кэндзи Мидзогути                                 | Тиэ                                 |                        |
| 1926                   | «Безумная любовь учительницы пения»                                   | 狂恋の女師匠                    | Керэн-но онна сисэ                     | The Love-Mad Tutoress         | Кэндзи Мидзогути                                 | Охиса                               |                        |
| 1930-е годы            |                                                                       |                                 |                                        |                               |                                                  |                                     |                        |
| 1932                   | «Тюсингура»                                                           | 忠臣蔵                          | Тюсингура                              | Chushingura                   | Тэйноскэ Кинугаса                                |                                     |                        |
| 1932                   | «Грудь сестры»                                                        | 乳姉妹                          | Тикёдаи                                |                               | Хотэи Номура                                     |                                     |                        |
| 1932                   | «До новой встречи»                                                    | また逢ふ日まで                  | Мата ау хи мадэ                        | Until the Day We Meet Again   | Ясудзиро Одзу                                    | женщина                             |                        |
| 1932                   | «Не кровное родство»                                                  | 生さぬ仲                        | Насану нака                            | No Blood Relation             | Микио Нарусэ                                     | Тамаэ Киёока                        |                        |
| 1933                   | «Женщина из Токио»                                                    | 東京の女                        | Токио-но онна                          | Woman of Tokyo                | Ясудзиро Одзу                                    | Тикако                              |                        |
| 1933                   | «Девушка, которая весной плачет»                                      | 泣き濡れた春の女よ              | Накинурэта хару но онна-ё              | The Lady Who Wept in Spring   | Хироси Симидзу                                   | Охама                               |                        |
| 1933                   | «Девичьи скитания»                                                    | さすらいの乙女                  | Сасураи но отомэ                       |                               | Хотэи Номура                                     |                                     |                        |
| 1933                   | «---»                                                                 | 東京音頭                        | Токио ондо                             |                               | Хотэи Номура                                     | Ёсико, танцовщица                   |                        |
| 1933                   | «Ласки»                                                               | 愛撫                            | Аибу                                   | Caress                        | Хэйноскэ Госё                                    | Ирука, преступник                   |                        |
| 1934                   | «Удовольствия поздней ночью»                                          | 歓楽の夜は更けて                | Канраку-но ё ва фукэтэ                 |                               | Ёсинобу Икэда                                    |                                     |                        |
| 1934                   | «Соседка Яэ-тян»                                                      | 隣の八重ちゃん                  | Тонари-но Яэ-тян                       | Our Neighbor, Miss Yae        | Ясудзиро Симадзу                                 | Анэ-Кёко                            |                        |
| 1935                   | «Поцелуй на перекрёстке»                                              | 接吻十字路                      | Сэппун дзюдзиро                        |                               | Кэйсукэ Сасаки                                   |                                     |                        |
| 1935                   | «Токийская ночлежка»                                                  | 東京の宿                        | Токио-но ядо                           | An Inn in Tokyo               | Ясудзиро Одзу                                    | Отака                               |                        |
| 1950-е годы            |                                                                       |                                 |                                        |                               |                                                  |                                     |                        |
| 1957                   | «Рис»                                                                 | 米                              | Комэ                                   | The Rice People               | Тадаси Имаи                                      |                                     |                        |
| 1960-е годы            |                                                                       |                                 |                                        |                               |                                                  |                                     |                        |
| 1961                   | «Десять тысяч мальчиков» (СССР)                                       |                                 |                                        |                               | Борис Бунеев, Ёсико Окада                        | Митико                              |                        |
| 1967                   | «Некоторые истории о прелюбодеянии» (фильм из трёх новелл)            | 或る密通                        | Ару митцу                              | A Certain Adultery            | Кодзи Вакамацу, Кан Мукаи, Синъя Ямамато         | новобрачная (эпизод Кодзи Вакамацу) |                        |
| 1970-е годы            |                                                                       |                                 |                                        |                               |                                                  |                                     |                        |
| 1976                   | «Мужчине живётся трудно. Фильм 17: Восход и багряный закат Торадзиро» | 男はつらいよ 寅次郎夕焼け小焼け | Отоко ва цураи ё: Торадзиро юякэ коякэ | Tora-san’s Sunrise and Sunset | Ёдзи Ямада                                       |                                     |                        |
| 1978                   | «Август без императора»                                               | 皇帝のいない八月                | Котэи-но инаи хатигацу                 | August without Emperor        | Сацуо Ямамото                                    | Канэда                              |                        |
| 1978                   | «Оранжевый дорожный экспресс»                                         | オレンジロード急行              | Орэндзи родо кюко                      | Orange Road Express           | Кадзуки Омори                                    |                                     |                        |